# Румунія на Чемпіонаті світу з водних видів спорту 2015
Румунія взяла участь у Чемпіонаті світу з водних видів спорту 2015, який пройшов у Казані (Росія) від 24 липня до 9 серпня.

## Стрибки у воду
Румунські спортсмени кваліфікувалися на змагання з індивідуальних та синхронних стрибків у воду.
Чоловіки
| Спортсмен     | Дисципліна       | Попередні змагання | Попередні змагання | Півфінали       | Півфінали       | Фінал           | Фінал           |
| Спортсмен     | Дисципліна       | Очки               | Місце              | Очки            | Місце           | Очки            | Місце           |
| ------------- | ---------------- | ------------------ | ------------------ | --------------- | --------------- | --------------- | --------------- |
| Каталін Козма | Вишка, 10 метрів | 331.85             | 38                 | Завершив виступ | Завершив виступ | Завершив виступ | Завершив виступ |

Жінки
| Спортсменка   | Дисципліна       | Попередні змагання | Попередні змагання | Півфінали        | Півфінали        | Фінал            | Фінал            |
| Спортсменка   | Дисципліна       | Очки               | Місце              | Очки             | Місце            | Очки             | Місце            |
| ------------- | ---------------- | ------------------ | ------------------ | ---------------- | ---------------- | ---------------- | ---------------- |
| Мара Аякобоае | Вишка, 10 метрів | 306.50             | 19                 | Завершила виступ | Завершила виступ | Завершила виступ | Завершила виступ |

Змішаний
| Спортсмени                  | Дисципліна                 | Фінал  | Фінал |
| Спортсмени                  | Дисципліна                 | Очки   | Місце |
| --------------------------- | -------------------------- | ------ | ----- |
| Мара Аякобоае Каталін Козма | Синхронна вишка, 10 метрів | 286.92 | 11    |
| Мара Аякобоае Каталін Козма | Команда                    | 318.95 | 13    |

## Плавання
Румунські плавці виконали кваліфікаційні нормативи в дисциплінах, які наведено в таблиці (не більш як 2 плавці на одну дисципліну за часом нормативу A, і не більш як 1 плавець на одну дисципліну за часом нормативу B):
Чоловіки
| Спортсмен                                                 | Дисципліна                           | Попередній заплив | Попередній заплив | Півфінал        | Півфінал        | Фінал           | Фінал           |
| Спортсмен                                                 | Дисципліна                           | Час               | Місце             | Час             | Місце           | Час             | Місце           |
| --------------------------------------------------------- | ------------------------------------ | ----------------- | ----------------- | --------------- | --------------- | --------------- | --------------- |
| Алін Артімон                                              | 400 м вільним стилем                 | 3:57.79           | 51                | Н/Д             | Н/Д             | Завершив виступ | Завершив виступ |
| Алін Артімон                                              | 800 м вільним стилем                 | 8:17.16           | 37                | Н/Д             | Н/Д             | Завершив виступ | Завершив виступ |
| Александру Кочі                                           | 100 м батерфляєм                     | 52.89             | =27               | Завершив виступ | Завершив виступ | Завершив виступ | Завершив виступ |
| Александру Кочі                                           | 200 м батерфляєм                     | 1:58.43           | 22                | Завершив виступ | Завершив виступ | Завершив виступ | Завершив виступ |
| Роберт Глінта                                             | 50 м на спині                        | 25.48             | 22                | Завершив виступ | Завершив виступ | Завершив виступ | Завершив виступ |
| Роберт Глінта                                             | 100 м на спині                       | 55.07             | 30                | Завершив виступ | Завершив виступ | Завершив виступ | Завершив виступ |
| Маріус Раду                                               | 50 м вільним стилем                  | 22.65             | 24                | Завершив виступ | Завершив виступ | Завершив виступ | Завершив виступ |
| Маріус Раду                                               | 100 м вільним стилем                 | 49.56             | =29               | Завершив виступ | Завершив виступ | Завершив виступ | Завершив виступ |
| Маріус Раду Даніель Маковей Александру Кочі Роберт Глінце | естафета 4x100 метрів вільним стилем | 3:18.13           | 16                | Н/Д             | Н/Д             | Завершив виступ | Завершив виступ |